# Джорбенадзе, Владимир Клементьевич
Владимир Клементьевич Джорбенадзе (груз. ვლადიმერ კლიმენტის ძე ჯორბენაძე; 31 декабря 1912 (13 января 1913), Поти — 27 ноября 1982, Тбилиси) — советский футболист, полузащитник. Мастер спорта СССР (1938).
Обучался в ФЗУ (Поти) и Закавказском индустриальном институте. По профессии — шофёр. Начал заниматься футболом в 1928 году в школьной команде Поти. В 1929—1933 играл за сборную команду города. В 1934—1935 — в команде индустриального института Тбилиси. С 1936 года — в «Динамо» Тбилиси. В чемпионате СССР в 1936—1940, 1945 годах провёл 80 (82) матча, забил два гола. В аннулированном чемпионате 1941 года сыграл 9 матчей. В 1947 году — в составе «Локомотива» Тбилиси. По некоторым данным, играл за «Динамо» (или дубль) в 1951 году.
Серебряный призёр чемпионата 1939 года, бронзовый призёр осеннего чемпионата 1936 года.
Финалист Кубка СССР 1936 и 1937.
Участник матчей со сборной Басконии 1937 года в составе «Динамо» Тбилиси и сборной Грузии.